# فرودگاه سوریگائو
فرودگاه سوریگائو (به انگلیسی: Surigao Airport) (به زبان بومی: Paliparan ng Surigao) یک فرودگاه همگانی مسافربری با کد یاتا SUG است که یک باند فرود بتن دارد و طول باند آن ۱۷۰۸ متر است. این فرودگاه در کشور فیلیپین قرار دارد و در ارتفاع ۶ متری از سطح دریا واقع شده است.

## شرکت‌های هواپیمایی و مقصدهای پروازی
| شرکت‌های هواپیمایی                      | مقصدهای پروازی                                   |
| -------------------------------------- | ------------------------------------------------ |
| سبو پسیفیک اجرا توسط Cebgo             | مکتان-کبو                                        |
| فیلیپین ایرلاینز اجرا توسط PAL Express | مکتان-کبو، نینوی آکوئینو (پایان در ۳۰ ژوئن ۲۰۱۷) |

As of February 2017, Cebgo and PAL Express serve Surigao Airport.